# Tierskulpturen (Wilhelma)
Im Maurischen Garten der Wilhelma in Stuttgart sind neun Tierskulpturen aus Marmor oder Zinkguss aufgestellt, die meist tierische Kampfszenen darstellen. Bis auf eine Skulptur wurden alle von dem Stuttgarter Bildhauer Albert Güldenstein geschaffen.

## Überblick
Alle Tierskulpturen außer Nr. 5 sind von dem Stuttgarter Bildhauer Albert Güldenstein, Nr. 5 ist von einem unbekannten italienischen Bildhauer.
| Nr. | Werktitel                                             | Entstehungsjahr | Material       | Standort                    |
| --- | ----------------------------------------------------- | --------------- | -------------- | --------------------------- |
| 0   | Löwe, der sein Junges verteidigt                      | 1857            | Carrara-Marmor | (verschollen)               |
| 1   | Zwei Gazellen                                         | 1856/1857       | Carrara-Marmor | am Großen Bassin            |
| 2   | Hyäne mit einem geraubten Lamm                        | 1857            | Carrara-Marmor | am Großen Bassin            |
| 3   | Tiger mit einer Schlange kämpfend                     | 1856            | Carrara-Marmor | am Großen Bassin            |
| 4   | Löwe mit seitwärts gebogenem Kopfe vorwärtsschreitend | 1857            | Carrara-Marmor | am Großen Bassin            |
| 5   | Stier von einem Löwen angegriffen                     | vor 1817        | Carrara-Marmor | vor dem Maurischen Landhaus |
| 6   | Panther, einer Gazelle auf den Rücken springend       | 1848            | Carrara-Marmor | vor dem Maurischen Landhaus |
| 7   | Hirsch von drei Wölfen angefallen                     | 1852            | Zinkguss       | in den Terrassenanlagen     |
| 8   | Bärenhatze                                            | 1853            | Zinkguss       | in den Terrassenanlagen     |
| 9   | Wildschweinhatze                                      | 1853            | Zinkguss       | in den Terrassenanlagen     |

## Standort

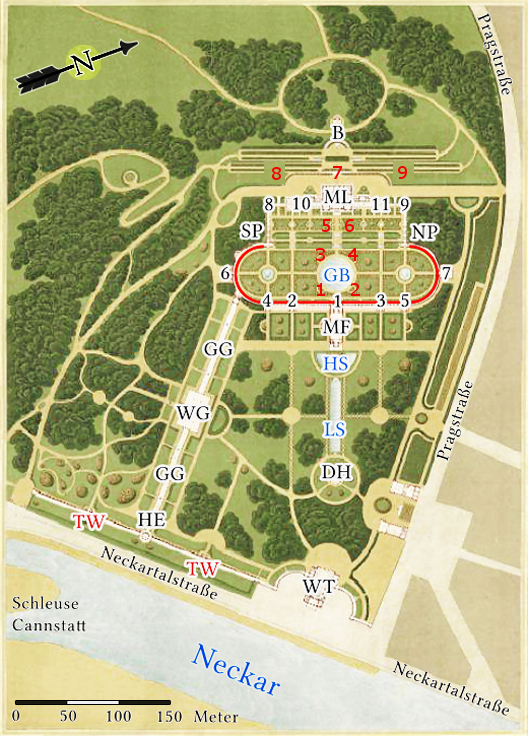
Vollständige Legende siehe Terrakottawand (Wilhelma)

Die sechs Marmorskulpturen (rot 1–6) befinden sich vor dem ehemaligen Maurischen Festsaal (MF, heute Aquarium/Terrarium) und unterhalb des Maurischen Landhauses (ML). Die Gruppen 1–4 sind am Großen Bassin (GB = Seerosenteich) aufgestellt, die Gruppen 5–6 auf der Terrasse direkt vor dem Hauptportal des Maurischen Landhauses (ML).
Die drei Zinkskulpturen (7–9) bekrönen die Stützmauern hinter dem Maurischen Landhaus (ML) und vor dem Belvedere (B). Skulptur 7 krönt die untere Stützmauer, die Gruppen 8 und 9 flankieren die obere Stützmauer.
Die roten Ziffern bezeichnen die Tierskulpturen
Marmorskulpturen
1 = Zwei Gazellen, 2 = Hyäne mit einem geraubten Lamm, 3 = Tiger mit einer Schlange kämpfend, 4 = Löwe mit seitwärts gebogenem Kopfe vorwärtsschreitend, 5 = Stier von einem Löwen angegriffen, 6 = Panther, einer Gazelle auf den Rücken springend
Zinkskulpturen
7 = Hirsch von drei Wölfen angefallen, 8 = Bärenhatze, 9 = Wildschweinhatze

## Beschreibung
In den Jahren 1848–1857 wurden in der Wilhelma neun Tierskulpturen des Stuttgarter Bildhauers Albert Güldenstein aufgestellt. Sie gesellten sich zu der Tiergruppe 5 (Stier von einem Löwen angegriffen), die von einem unbekannten italienischen Bildhauer stammt und seit 1846 in der Wilhelma stand. Die sieben Skulpturen 0–6 sind in Carrara-Marmor ausgeführt, die drei Tierskulpturen 7–9 wurden nach Modellen Güldensteins von dem Stuttgarter Kunsterzgießer Wilhelm Pelargus in Zink gegossen.
Von den ursprünglich 10 Tierskulpturen sind neun erhalten. Die Tiergruppe 0 (Löwe, der sein Junges verteidigt) wurde wahrscheinlich im Zweiten Weltkrieg zerstört. Die Zinkskulpturen 7–9 wurden während des Kriegs beschädigt. Die Gruppen 8–9 (Bären- und Wildschweinhatze) sind so stark beschädigt, dass viele Details nicht mehr erkennbar sind.
Die sechs verbliebenen Marmorskulpturen sind durchweg in gutem Zustand, bisweilen fehlen jedoch besonders bruchgefährdete Teile wie Ohrenspitzen, Hörnerenden, Schwanzenden und Zähne. Im Übrigen sind alle Marmorskulpturen mehr oder minder stark verschmutzt und leiden unter Grünbelag oder Flechtenbefall, stellenweise ist der Marmor auch geschwärzt. Auch wenn die Beschädigungen und Verschmutzungen ihren eigenen, morbiden Reiz haben, besteht doch auf Dauer die Gefahr des weiteren Verfalls.
Die Tierplastiken haben keinen geringen Anteil an der bildnerischen Ausstattung des Maurischen Gartens. Fast alle Skulpturen stellen tierische Jagd- und Kampfszenen dar. Eine Ausnahme macht die Skulptur 1 mit zwei flüchtenden Gazellen, deren Verfolger nicht dargestellt ist, und Skulptur 4, die nur einen schreitenden Löwen zeigt, der allerdings mit seiner Drohgebärde einen unsichtbaren Feind in Schach zu halten scheint.
Zu den Werktiteln: In den Überschriften wird der Werktitel aus den amtlichen Unterlagen angegeben (Tiergruppe 0, 7–9), andernfalls der Titel aus Bücheles Stuttgarter Stadtführer von 1858.

### Marmorskulpturen
Die Marmorskulpturen sind aus Carrara-Marmor gefertigt. Sie haben die Wirren des letzten Kriegs gut überstanden, außer Skulptur 0 (Löwe, der sein Junges verteidigt), die seit dem Krieg verschollen ist. Die Plastiken sind größtenteils unversehrt, leiden aber durch die ständige Wettereinwirkung und Umweltbelastungen, so dass sie teilweise leicht oder stark verschmutzt sind und unter Grünbelag oder Flechtenbefall leiden. Die Skulpturen sind auf erhöhten, rechteckigen Sandsteinpostamenten platziert, die an den Seiten mit je drei bzw. zwei eingelegten, roten Platten kassettiert sind.
| (0) Löwe, der sein Junges verteidigt                      | |
|                                                           | Andere Werktitel: Löwe, sein Junges verteidigend. Bildhauer: Albert Güldenstein. Skulptur aus Carrara-Marmor, Entstehungsjahr 1857, wahrscheinlich im Zweiten Weltkrieg zerstört. Ursprünglicher Standort: im Rondell am Eingang des Maurischen Festsaals. Es ist keine Beschreibung der Skulptur überliefert. Literatur: Büchele 1858, S. 291, Wais 1954, S. 58. |
| (1) Zwei Gazellen                                         | |
|                                                           | Andere Werktitel: Zwei Rehe; Zwei entfliehende Rehe. Bildhauer: Albert Güldenstein. Skulptur aus Carrara-Marmor auf einem erhöhten, rechteckigen Sandsteinpostament, Entstehungsjahr 1856 (Modell), 1856/1857 (Ausführung), unbezeichnet, Stuttgart, Wilhelma, vorne links am Großen Bassin (Seerosenteich). Erhaltungszustand: gut, abgebrochene Ohren- und Hörnerspitzen, Mittelstück eines Laufs fehlt, verschmutzt, starker Grünbelag. Zwei verängstigte Gazellen, Mutter und Kind, flüchten mit ihren grazilen, weitausgreifenden Läufen ins Ungewisse. Das Gazellenkind blickt hilfesuchend zu seiner Mutter hinüber, die ihm um Kopfeslänge voraus ist, und mit weitaufgesperrten, fliegenden Ohren auf den Verfolger lauscht. Literatur: AKL, Büchele 1858, S. 291, Herzog 1990, S. 46, John 2000, S. 82, Wais 1954, S. 58. |
| (2) Hyäne mit einem geraubten Lamm                        | |
|                                                           | Andere Werktitel: Hyäne mit gerissenem Schafböckchen. Bildhauer: Albert Güldenstein. Skulptur aus Carrara-Marmor auf einem erhöhten, rechteckigen Sandsteinpostament, Entstehungsjahr 1856 (Modell), 1857 (Ausführung), unbezeichnet, Stuttgart, Wilhelma, vorne rechts am Großen Bassin (Seerosenteich). Erhaltungszustand: gut, Ohrenspitzen der Hyäne abgebrochen, verschmutzt, starker Grünbelag. Eine schreckenerregende Hyäne hat ein Lamm oder ein Schafböckchen zur Strecke gebracht. Dieses liegt, ermattet vom Todeskampf und nun verendet, alle Viere gestreckt, unter dem mächtigen Dom, den der Rumpf des Räubers über dem friedlichen Schäfchen aufspannt, die Beine aufgestellt wie Säulen und nach allen Seiten hin ausgespreizt, jederzeit auf dem Sprung, die Beute zu verteidigen. Die Rückenmähne gesträubt wie ein Saurierkamm, die Ohren gespitzt und den Rachen weit aufreißend, brüllt die Hyäne den unsichtbaren Freßrivalen an, um ihn in die Flucht zu jagen. Literatur: AKL, Büchele 1858, S. 291, Herzog 1990, S. 46, John 2000, S. 82, Wais 1954, S. 58. |
| (3) Tiger mit einer Schlange kämpfend                     | |
|                                                           | Andere Werktitel: Panther im Kampf mit einer Riesenschlange. Bildhauer: Albert Güldenstein. Skulptur aus Carrara-Marmor auf einem erhöhten, rechteckigen Sandsteinpostament, Entstehungsjahr 1856 (Modell), 1856 (Ausführung), unbezeichnet, Stuttgart, Wilhelma, hinten links am Großen Bassin (Seerosenteich). Erhaltungszustand: gut, Ohrenspitzen fehlen, stark verschmutzt. Ein ungleicher Kampf spielt sich ab. Ein mächtiger, eleganter Tiger oder Panther schreitet dahin, als er plötzlich eine Schlange, fast doppelt so lang wie er selbst, aufschreckt (ist er unbewusst auf sie getreten?), und die Schlange schlingt sich in ihrer Verzweiflung um seinen Leib und will ihm das Leben abpressen. Der Panther reißt sein Maul mit den fürchterlichen Fangzähnen weit auf und brüllt vor Schmerz und Wut. Die Schlange reckt in sicherem Abstand ihren Kopf in die Höhe, sie scheint auf ihre Würgekraft zu vertrauen, aber vielleicht gelingt es dem Panther doch, in einer letzten Kraftanstrengung dem seltsamen Feind den Kopf abzureißen. Literatur: AKL, Büchele 1858, S. 291, Herzog 1990, S. 46, John 2000, S. 82, Wais 1954, S. 58. |
| (4) Löwe mit seitwärts gebogenem Kopfe vorwärtsschreitend | |
|                                                           | Andere Werktitel: Löwe mit drohender Gebärde. Bildhauer: Albert Güldenstein. Skulptur aus Carrara-Marmor auf einem erhöhten, rechteckigen Sandsteinpostament, Entstehungsjahr 1856 (Modell), 1857 (Ausführung), unbezeichnet, Stuttgart, Wilhelma, hinten rechts am Großen Bassin (Seerosenteich). Erhaltungszustand: gut, verschmutzt, Marmor streckenweise geschwärzt, Grünbelag. Der König der Tiere schreitet kraftstrotzend auf seinen starken Pranken voran, die mächtige Bauchmähne am Boden schleifend. Das Haupt mit der charakteristischen Mähne des Löwenmanns wendet er drohend zu dem Betrachter hin, mit aufgesperrtem Rachen die todbringenden Zähne zeigend. Den langen, majestätischen Schwanz stützt er auf dem Boden ab, als wäre es ein fünftes Glied. Literatur: AKL, Büchele 1858, S. 291, Herzog 1990, S. 46, John 2000, S. 82, Wais 1954, S. 58. |
| (5) Stier von einem Löwen angegriffen                     | |
|                                                           | Bildhauer: unbekannter italienischer Künstler. Skulptur aus Carrara-Marmor auf einem erhöhten, rechteckigen Sandsteinpostament, Entstehungsjahr vor 1817, König Wilhelm soll die Skulptur von seinem Vater König Friedrich geerbt, der 1816 gestorben war, unbezeichnet, Stuttgart, Wilhelma, links vor dem Maurischen Landhaus. Ursprünglicher Standort: rechts oder links vom Maurischen Festsaal. Erhaltungszustand: leicht beschädigt, dem Löwen fehlt das Mittelstück des Schwanzes, dem Stier fehlt der Schwanz und eine Hornspitze, verschmutzt und mit Grünbelag. In der Vorderansicht sieht man nur den prachtvollen Mähnenkopf des Löwen, der einen Stier anfällt und ihn kraftvoll mit seinen gefährlichen Pranken zu Boden drückt, so dass dieser mit den Vorderhufen in die Knie geht. Mit den scharfen Zähnen verbeißt sich der Räuber in den Rücken seines Opfers und gräbt die ausgefahrenen spitzen Krallen gnadenlos in das Fleisch des rettungslos Verlorenen. Die Augen hält der Löwe geschlossen – wie versunken in sein mörderisches Werk. Der wehrlose Stier beugt mühsam den Kopf zurück, wie um zu sehen, was mit ihm geschieht. Literatur: Büchele 1858, S. 291, Herzog 1990, S. 11, Heß 1847, S. 293, Wais 1954, S. 58. |
| (6) Panther, einer Gazelle auf den Rücken springend       | |
|                                                           | Andere Werktitel: Leopard, wie er auf eine Gazelle springt; Panther eine Gazelle reißend. Bildhauer: Albert Güldenstein. Skulptur aus Carrara-Marmor auf einem erhöhten, rechteckigen Sandsteinpostament, Entstehungsjahr 1848, bezeichnet: „A. Güldenstein. Rom. 1848.“, Stuttgart, Wilhelma, rechts vor dem Maurischen Landhaus. Ursprünglicher Standort: rechts oder links vom Maurischen Festsaal. Erhaltungszustand: gut, der Gazelle fehlt ein Ohr und dem Löwen eine Ohrspitze, verschmutzt und mit Grünbelag. Breitbeinig auf den Hinterpranken sitzend, verbeißt sich eine Löwin von beeindruckender und furchteinflößender Körperfülle in eine grazile Gazelle. Sie zwingt das schmächtige Tier mit ihrem gewaltigen Körpergewicht nieder auf die Knie, um so bequemer dem hilf- und wehrlosen Tier das Rückgrat zu brechen. Ihren langen, schlangenartigen Schwanz ringelt die Löwin wie eine Barriere vor die Gazelle, aber die hat ohnehin keine Chance mehr zum Entrinnen. Dies war die erste Tiergruppe, die Güldenstein im Auftrag von König Wilhelm I. anfertigen durfte. Sie sollte ein „Seitenstück“ zu Nr. 5 werden, und tatsächlich wirken die beiden frontal gegeneinander aufgestellten Skulpturen mit Löwenmann und Löwenfrau wie zwei Seiten der gleichen Medaille. Diesem ersten Auftrag sollten acht weitere folgen. Literatur: AKL, Büchele 1858, S. 291, Herzog 1990, S. 12, 93, Heß 1847, S. 293, Wais 1954, S. 58. |

### Zinkskulpturen
Für die Zinkskulpturen 7–9 fertigte Güldenstein die Gipsmodelle an, die dann in der Stuttgarter Kunsterzgießerei von Wilhelm Pelargus in Zink gegossen wurden. Zur Stabilisierung erhielten die Zinkplastiken im Innern ein stützendes Eisengerippe, das infolge der Kriegsschäden bei Skulptur 8 und 9 gut sichtbar ist. Die fertige Skulptur wurde bronziert, d. h. sie erhielt einen bronzefarbigen Anstrich, um das wenig attraktive Zinkgrau zu überdecken. Alle drei Gruppen stellen eine Variation des gleichen Themas dar: ein Tier wird von mehreren Rudeljägern gestellt und gerissen. Opfer sind Hirsch, Eber und Bär, die Jäger sind Wölfe und Hunde. Die drei Gruppen thronen in der Höhe auf den Stützmauern der Terrassenanlage hinter dem Maurischen Landhaus, wobei die beiden Hundejagden 8 und 9 (Bären- und Wildschweinhatze) als Pendants die Flanken der Stützmauer vor dem Belvedere zieren.
Die Zinkskulpturen 7–9 wurden während des Kriegs teilweise stark beschädigt. Die Hirschgruppe wurde an einigen Stellen notdürftig geflickt, bei allen Gruppen fehlt die ursprüngliche Bronzierung. Die Skulpturen sind auf niedrigen, rechteckigen Sandsteinsockeln platziert.
| (7) Hirsch von drei Wölfen angefallen | |
| Ansicht von hinten                    | Andere Werktitel: Hirsch von Wölfen überfallen; Hirsch von Wölfen angefallen; Wölfe, die einen Hirsch überfallen; Wölfe reißen einen Hirsch; Hirsch von Wölfen angegriffen; Hirschgruppe. Bildhauer: Albert Güldenstein, Zinkguss: Wilhelm Pelargus. (Ursprünglich bronzierte) Zinkplastik auf einem niedrigen, rechteckigen Sandsteinsockel, Entstehungsjahr 1851 (Modell), 1852 (Guss) unbezeichnet, Stuttgart, Wilhelma, auf der Mitte der Terrassenmauer hinter dem Maurischen Landhaus. Erhaltungszustand: schlecht, im Zweiten Weltkrieg beschädigt, einem Wolf fehlt der Hinterleib, einem anderen der Vorderleib und ein Beinstück, dem dritten fehlt der Schwanz, teilweise notdürftig geflickt. Ein schreckliches Drama spielt sich auf der Krone der ersten Terrassenmauer ab. Ein stolzer zwölfendiger Hirsch wird auf der Flucht von einem wilden Wolfsrudel gestellt. Einer der Wölfe (ohne Kopf) prescht seitwärts heran, wirft sich vor den rechten Vorderhuf des Hirschs, so dass der ins Taumeln gerät, und haut seine Fangzähne in den linken Vorderlauf. Der zweite Wolf biegt rasend um die Ecke, gleich hat er den Hirsch erreicht und wird ihm an die Gurgel springen. Das dritte der blutrünstigen Biester (ohne Hinterleib) sprengt von hinten heran, schon krallt es sich dem Hirsch in den Rücken, verbeißt sich in ihn und wird ihm das Rückgrat brechen. Der todgeweihte König des Waldes schnellt den Hals weit empor und sendet seine klagenden Hilfeschreie gen Himmel, der ihm nicht helfen kann. Literatur: AKL, Büchele 1858, S. 292, John 2000, S. 85, Kress 1987, S. 104, NN 1851, Wais 1954, S. 58. |
| (8) Bärenhatze                        | |
|                                       | Bildhauer: Albert Güldenstein, Zinkguss: Wilhelm Pelargus. (Ursprünglich bronzierte) Zinkplastik auf einem niedrigen rechteckigen Sandsteinsockel, (Ursprünglich war ein „Wolf mit Hunden“ geplant Entstehungsjahr 1853 unbezeichnet, Stuttgart, Wilhelma, links auf der Terrassenmauer vor dem Belvedere. Erhaltungszustand: schlecht, im Zweiten Weltkrieg stark beschädigt, dem Bären und einem Hund fehlt der Hinterleib, einem anderen der Schwanz. An der linken Flanke der Belvedere-Stützmauer thront ein mächtiger Braunbär, der von einer dreiköpfigen Hundemeute überfallen wurde. Der eine Hund hat sich hochspringend an der Gurgel des Bären verbissen, ein anderer robbt mit hochaufgestelltem Hinterteil und mit der Schnauze dicht am Boden an den Bären heran. Den Dritten im Bunde hält der Bär mit seiner Pranke wie im Schraubstock eingeklemmt, der Hund kreischt und schreit vor Schmerz, aber aufs erste ist an Entkommen nicht zu denken. Der Bär reckt zornig und verzweifelt sein Haupt in die Luft. Der Kampf ist nicht entschieden, wer wohl den Sieg davontragen wird? Literatur: AKL, Büchele 1858, S. 292, Herzog 1990, S. 12, 93, John 2000, S. 85, Kress 1987, S. 104, Wais 1954, S. 58. |
| (9) Wildschweinhatze                  | |
| Ansicht von hinten                    | Andere Werktitel: Sauhatz; Schweinehatz; Schweinehatz mit drei Hunden; Eber mit Hunden; Wilder Eber mit Hunden. Bildhauer: Albert Güldenstein, Zinkguss: Wilhelm Pelargus. (Ursprünglich bronzierte) Zinkplastik auf einem niedrigen rechteckigen Sandsteinsockel, Entstehungsjahr 1853 unbezeichnet, Stuttgart, Wilhelma, rechts auf der Terrassenmauer vor dem Belvedere. Erhaltungszustand: schlecht, im Zweiten Weltkrieg stark beschädigt, dem Eber fehlt ein Hinterstück und ein Bein, einem Hund fehlt der Hinterleib, dem liegenden Hund fehlen zwei Beine und ein Schwanzstück, von einem Hund sind nur noch zwei Pfoten und die Schwanzspitze erhalten. An der rechten Flanke der Belvedere-Stützmauer kämpft ein zottiger, wilder Eber gegen eine Horde von fünf blutgierigen Hunden um sein Leben. Mit einem Satz sprang ein Hund dem Eber auf den Rücken, um ihm das Rückgrat zu brechen. Ein anderer Hund springt an ihm hoch und kommt dem Gefährten zu Hilfe, denn das Rückgrat des Keilers zu knacken ist kein Zuckerschlecken. Der dritte Hund liegt in Sprungstellung zu Füßen des Ebers, Aug’ in Aug’ bellt er ihn an, scheinbar ohne sich vor den kapitalen Hauzähnen in dem weit aufgesperrten Maul des Ebers zu fürchten. Ein Hund liegt hinter dem Eber und streckt alle Viere in die Luft. Literatur: AKL, Büchele 1858, S. 292, Herzog 1990, S. 12, 93, John 2000, S. 85, Kress 1987, S. 104, Wais 1954, S. 58. |

## Geschichte
1846 wurde die historische Wilhelma anlässlich der Hochzeit von Kronprinz Karl mit der Zarentochter Olga Nikolajewna eingeweiht. Von den späteren zehn Tierplastiken befand sich damals nur Skulptur 5 (Stier von einem Löwen angegriffen) in der Wilhelma. Sie war das Werk eines unbekannten italienischen Bildhauers, das König Wilhelms Vater Friedrich ursprünglich vor dem Neuen Schloss aufgestellt hatte.

### Güldensteins erste Marmorgruppe (1848)
Nach seiner Ausbildung als Graveur und Ziseleur kam Albert Güldenstein 1843 nach Stuttgart, wo er an der Kunstschule unter Theodor Wagner seine Bildhauerausbildung begann. 1847 besuchte der König Güldenstein in seiner Werkstatt, um sich eine Arbeit anzusehen, die dieser für die neuerbaute Villa Berg des Kronprinzen Karl angefertigt hatte. Dabei sah er auch einige Tierskulpturen, die Güldenstein modelliert hatte, und gab ihm den Auftrag, ein Pendant zu der Tiergruppe in der Wilhelma zu schaffen. Noch in Stuttgart erstellte Güldenstein ein Modell von Tiergruppe 6 (Panther, einer Gazelle auf den Rücken springend), das den Beifall des Königs fand. Während seines Rom-Aufenthalts 1847–1848 führte Güldenstein das Modell in Carrara-Marmor aus und stellte die Skulptur 1848 fertig.

### Zinkskulpturen (1851–1853)
Offenbar war Wilhelm zufrieden mit Güldensteins Arbeit. Er erhielt den Auftrag für drei weitere Skulpturen, die Gruppen 7–9, die allerdings nicht in Marmor ausgeführt, sondern durch den Stuttgarter Gießer Wilhelm Pelargus in Zink gegossen wurden. Das Modell der Hirschgruppe (Skulptur 7) war 1851 fertig und wurde 1852 gegossen. Ein Jahr darauf wurden auch die beiden anderen Gruppen 8–9 (Bären- und Wildschweinhatze) realisiert.

### Die übrigen Marmorskulpturen (1856–1857)
Nach der ersten Marmorskulptur 1848 wurden 1856 und 1857 fünf weitere Marmorskulpturen von Güldenstein geschaffen (Skulptur 0–4). Die verschollene Skulptur 0 (Löwe, der sein Junges verteidigt) wurde im Rondell vor dem Maurischen Festsaal aufgestellt, flankiert von den beiden Löwenkampfskulpturen 5 und 6. Die Gruppen 1–4 wurden an den diagonalen Eckpunkten des Wegs um das Große Bassin (Seerosensteich) installiert.

### Nachkriegszeit (ab 1945)
Nach dem Krieg wurde der stark beschädigte Maurische Festsaal abgerissen und an seiner Stelle das Aquarium/Terrarium errichtet, das mit einem Teil der rückwärtigen Fassade des ehemaligen Festsaals abschließt. Die Skulptur 0 (Löwe, der sein Junges verteidigt), die im Rondell vor dem Festsaal stand, wurde wahrscheinlich zerstört. Die beiden Löwenkampfskulpturen 5–6 wurden vor das Maurische Landhaus versetzt. Die verbliebenen Marmorskulpturen 1–6 haben den Krieg gut überstanden. Die Zinkskulpturen 7–9 wurden im Krieg teilweise stark zerstört und harren seitdem auf ihre Restaurierung; der Zerfall schreitet jedoch immer weiter voran.
Güldensteins Tierskulpturen (und die Skulptur des unbekannten italienischen Bildhauers) waren die ersten wilden Tiere in der Wilhelma, die damals kein Zoo, sondern ein königlicher Schlosspark war. Durch die Entwicklung der Wilhelma zu einem Zoologischen Garten bekamen die leblosen Tiergestalten einer anderen Zeit vielerlei lebendige Gesellschaft und lockern heute den reichen botanisch-zoologischen Garten auf.

## Rezeption
Es sind nur wenige kritische Äußerungen über die Tierskulpturen der Wilhelma bekannt. Ein unbekannter Autor erwähnt 1851 in der Deutschen Kunst-Zeitung „die sehr gerühmte Thiergruppe »Wölfe, die einen Hirsch überfallen«“, deren Modell im gleichen Jahr entstanden war.
1854 stellte Güldenstein zusammen mit Wilhelm Pelargus auf der Ersten Allgemeinen Deutschen Industrieausstellung in München unter anderem einen zweiten Abguss der Hirschgruppe, die für den Kölner Kaufmann W. Meurer bestimmt war, und einen Kandelaber aus. In dem Bericht der „Beurtheilungs-Commission“ hieß es: „So lebendig die Thiergruppen auch sind, und so geschickt zusammengestellt, so ist doch die Ausführung eine sehr mangelhafte zu nennen.“ Trotzdem erhielt Güldenstein eine Belobende Erwähnung „wegen der Lebendigkeit in seinen Thierskulpturen“. Unter 104 beurteilten Ausstellern in der Kategorie „Plastische Gegenstände“ erhielten 6 eine Große Denkmünze, 19 eine Ehrenmünze und 36 eine Belobende Erwähnung, d. h., mehr als die Hälfte der Teilnehmer wurde ausgezeichnet.
Karl Büchele schreibt 1858 in seinem Stuttgarter Stadtführer über Güldensteins Tierskulpturen, sie seien „aus dem Atelier des in diesem Genre rühmlichst bekannten Bildhauers Güldenstein hervorgegangen“. Ein unbekannter Autor nennt 1886 in der Allgemeinen Zeitung des Judentums unter Güldensteins Arbeiten „drei durch große Naturwahrheit ausgezeichnete Tiergruppen für die Wilhelma bei Stuttgart, (Hirsch, von Wölfen angefallen, Bären- und Schweinehatz)“.
Die Tierskulpturen haben bisher keine kunsthistorische Würdigung erfahren. Es wäre interessant zu erfahren, ob Güldenstein wie der württembergische Hofbildhauer Antonio Isopi (1758–1833) nach lebenden Modellen gearbeitet hat oder ob er Skulpturen und Zeichnungen anderer Künstler als Vorlage verwendete. Ebenso wäre auch ein ikonographischer Vergleich wünschenswert. Für einen Zoologen könnte es eine reizvolle Aufgabe sein, die Tierskulpturen auf ihre Lebensechtheit und die Realitätsnähe der Kampfszenen und des Tierverhaltens zu überprüfen.
Wenn die Tierskulpturen der Wilhelma auch kein großes Echo in der Kunstwelt gefunden haben, werden sie doch seit Jahrzehnten von Tausenden und Abertausenden Tierfreunden bewundert, die der Wilhelma ihren Besuch abstatten.

## Galerien

### Historische Ansichten

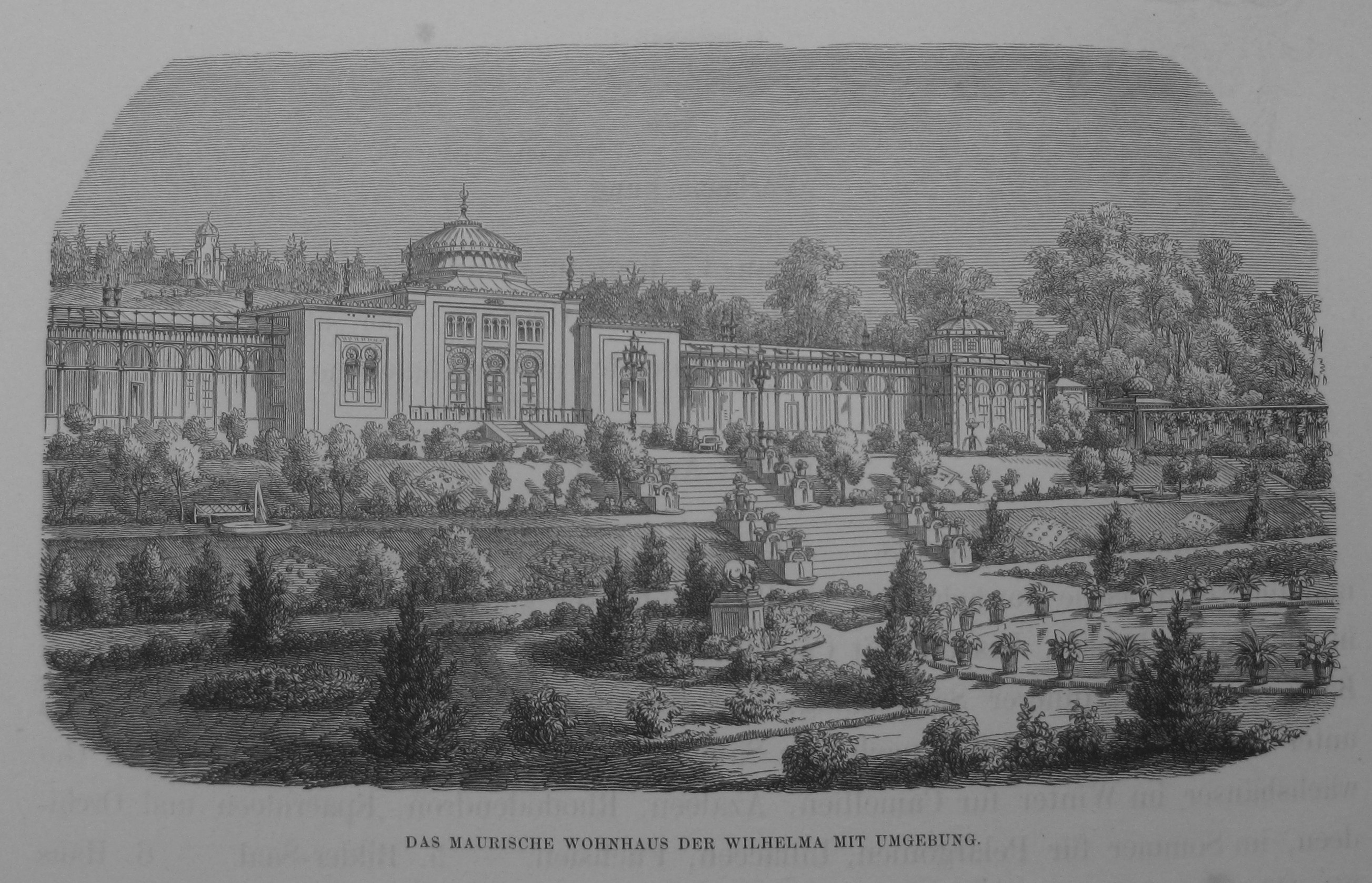
Maurisches Landhaus und Großes Bassin 1865, mit Gruppe 3
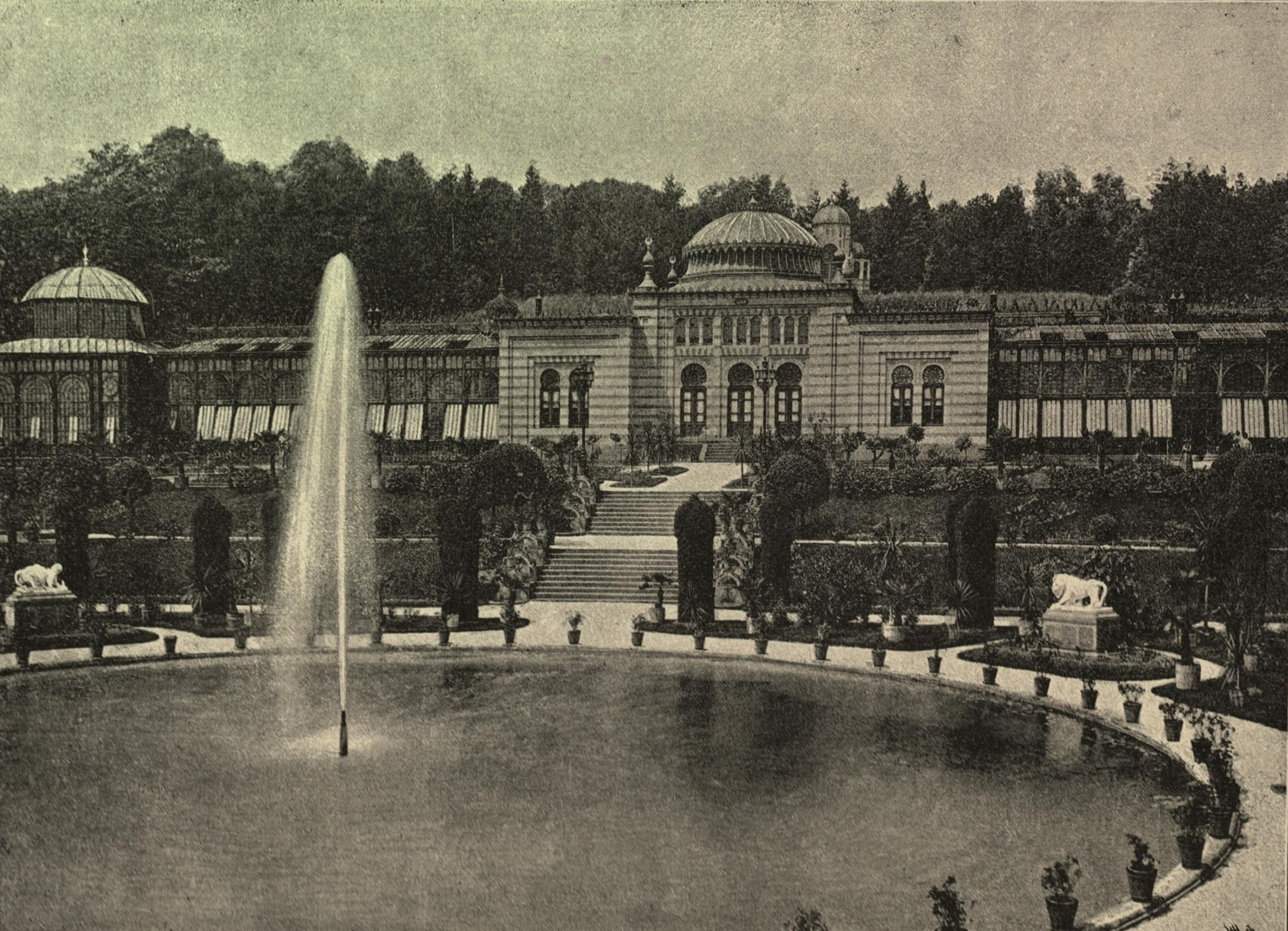
Maurisches Landhaus und Großes Bassin 1889, mit Gruppe 2 und 4
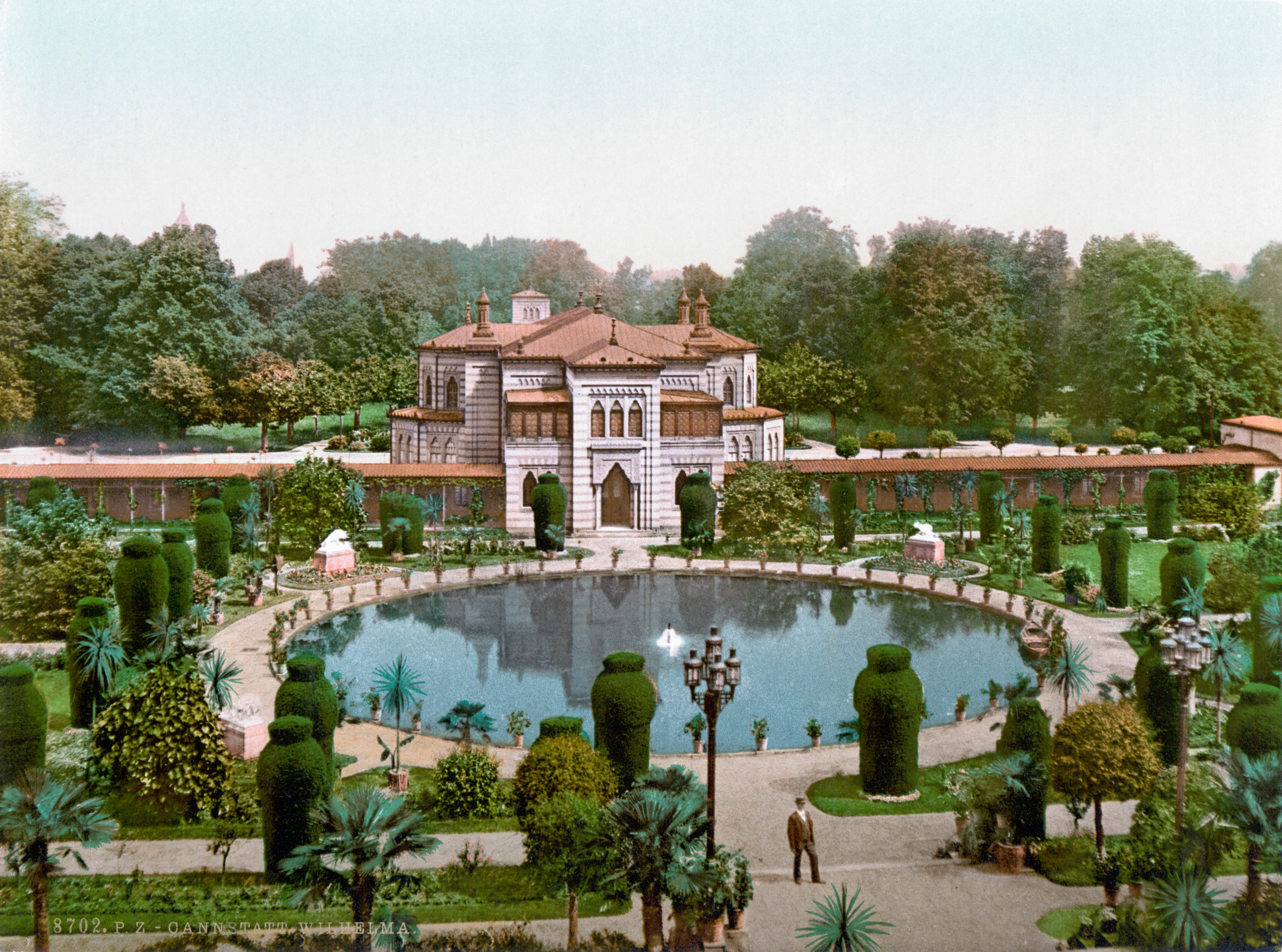
Festsaal und Großes Bassin um 1900, mit Gruppe 1, 3 und 4
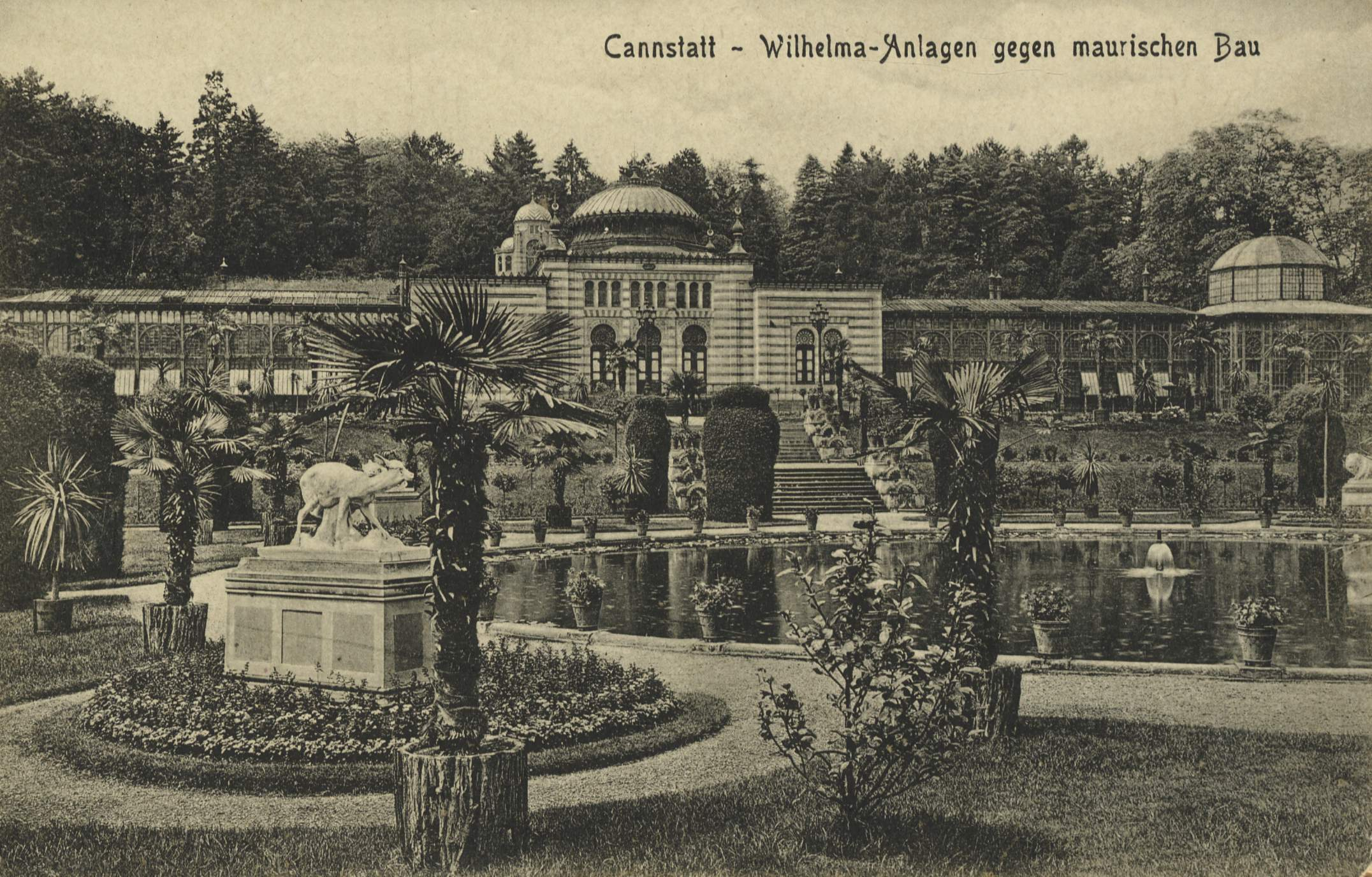
Maurisches Landhaus und Großes Bassin um 1900, mit Gruppe 1, 3 und 4

### Moderne Ansichten

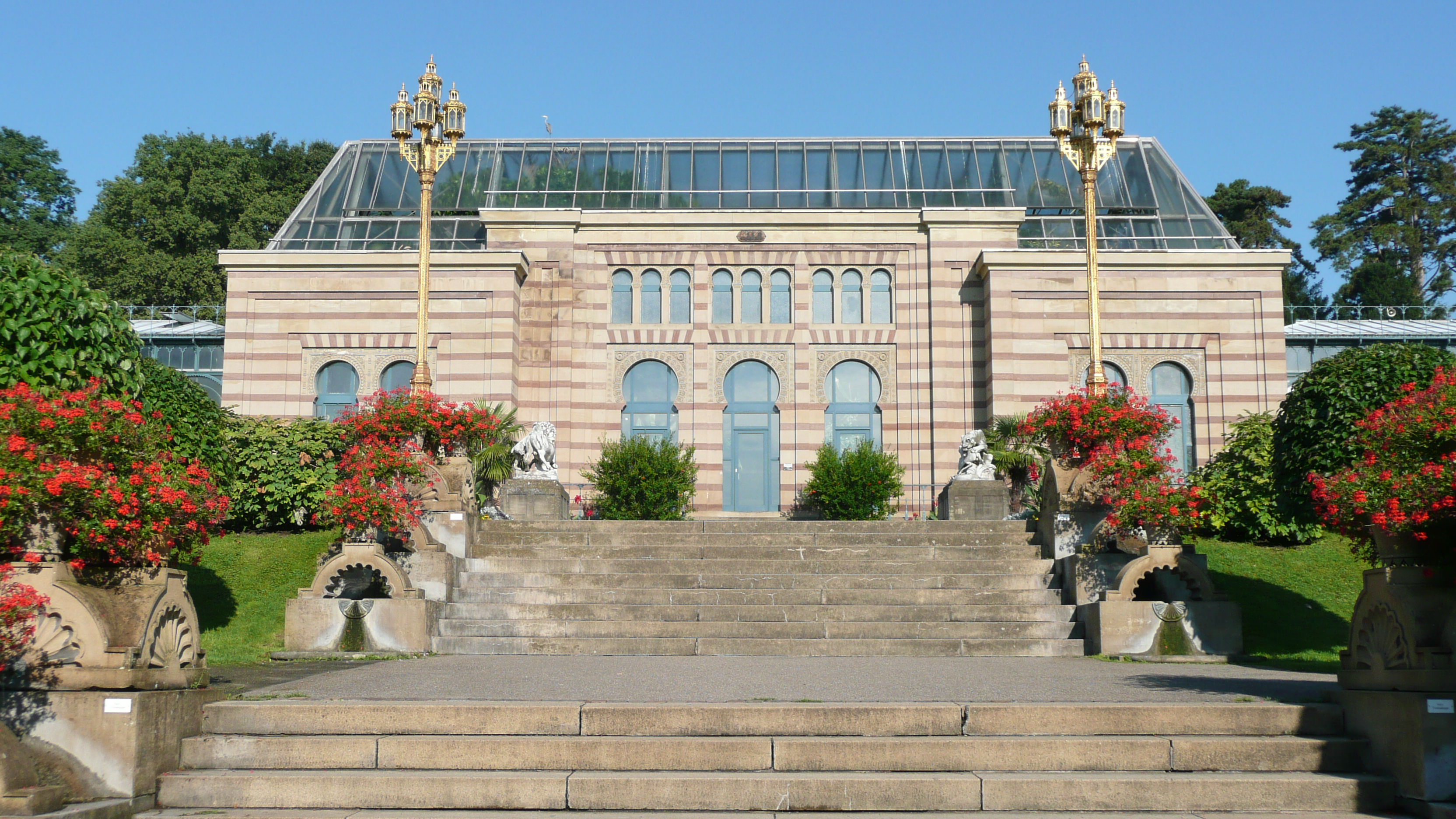
Maurisches Landhaus, mit Gruppe 5 und 6
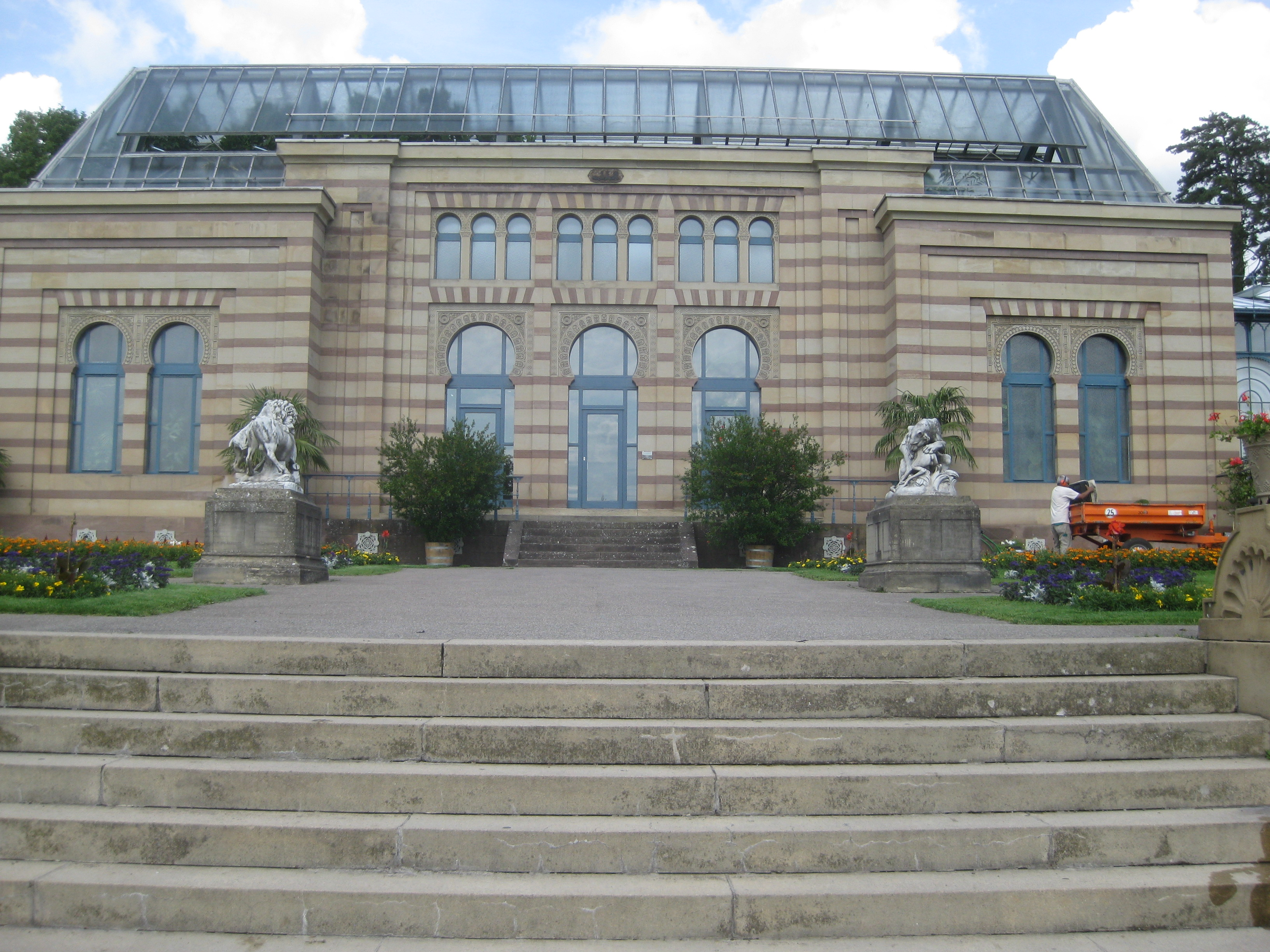
Maurisches Landhaus, mit Gruppe 5 und 6
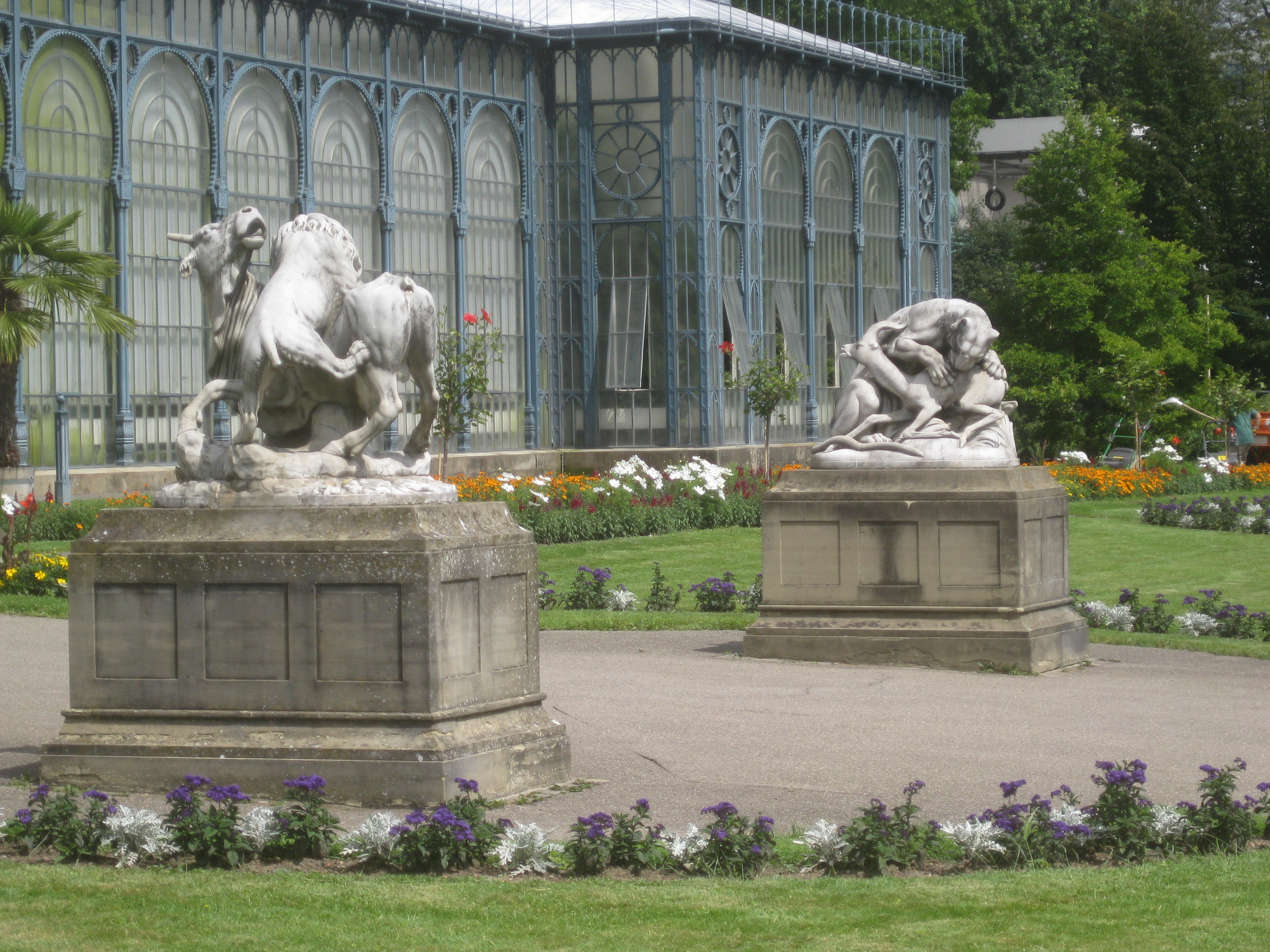
Maurisches Landhaus, mit Gruppe 5 und 6
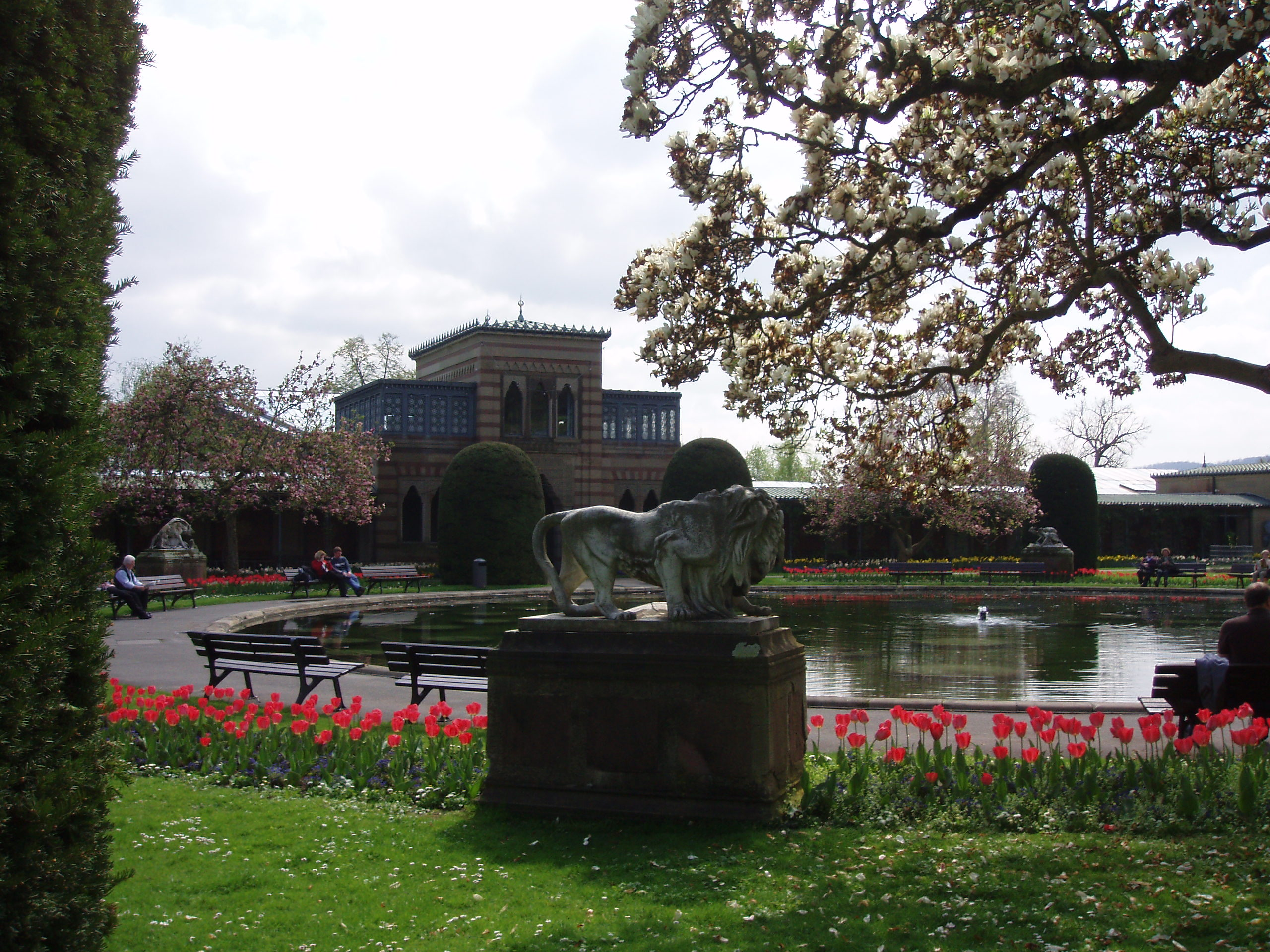
Großes Bassin, mit Gruppe 2 und 4

### Einzelne Gruppen

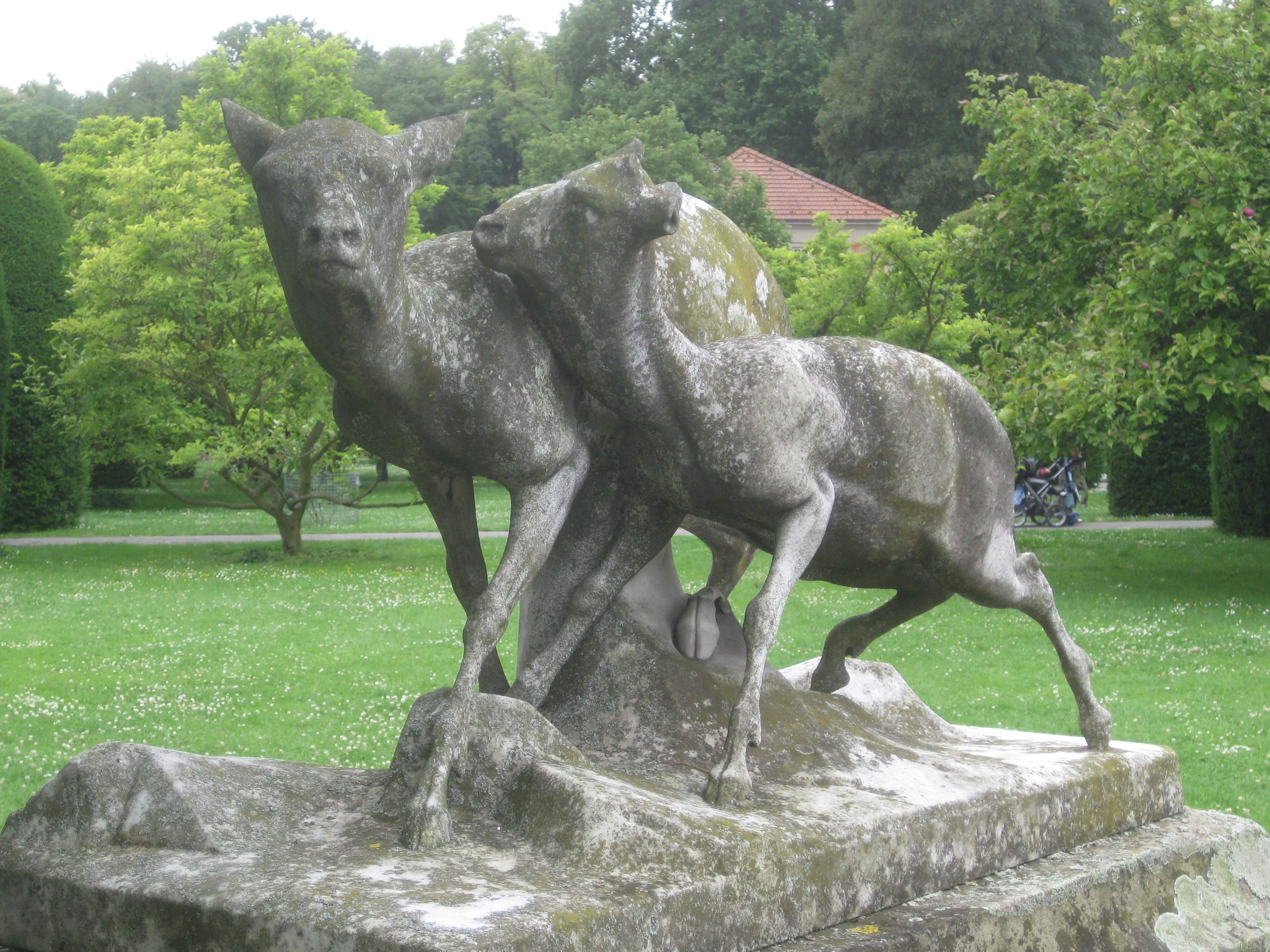
Gruppe 1 (Zwei Gazellen)
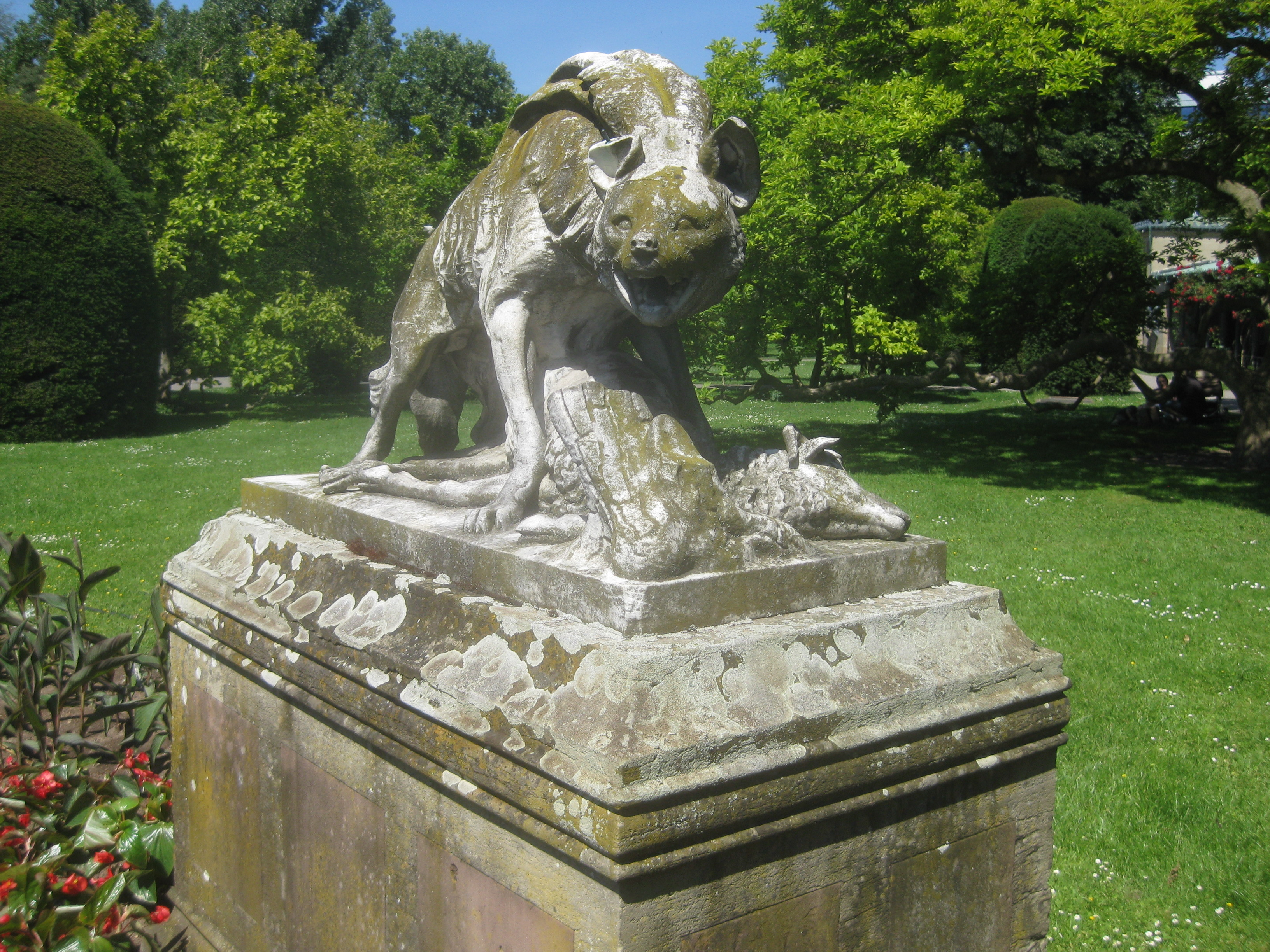
Gruppe 2 (Hyäne mit einem geraubten Lamm)
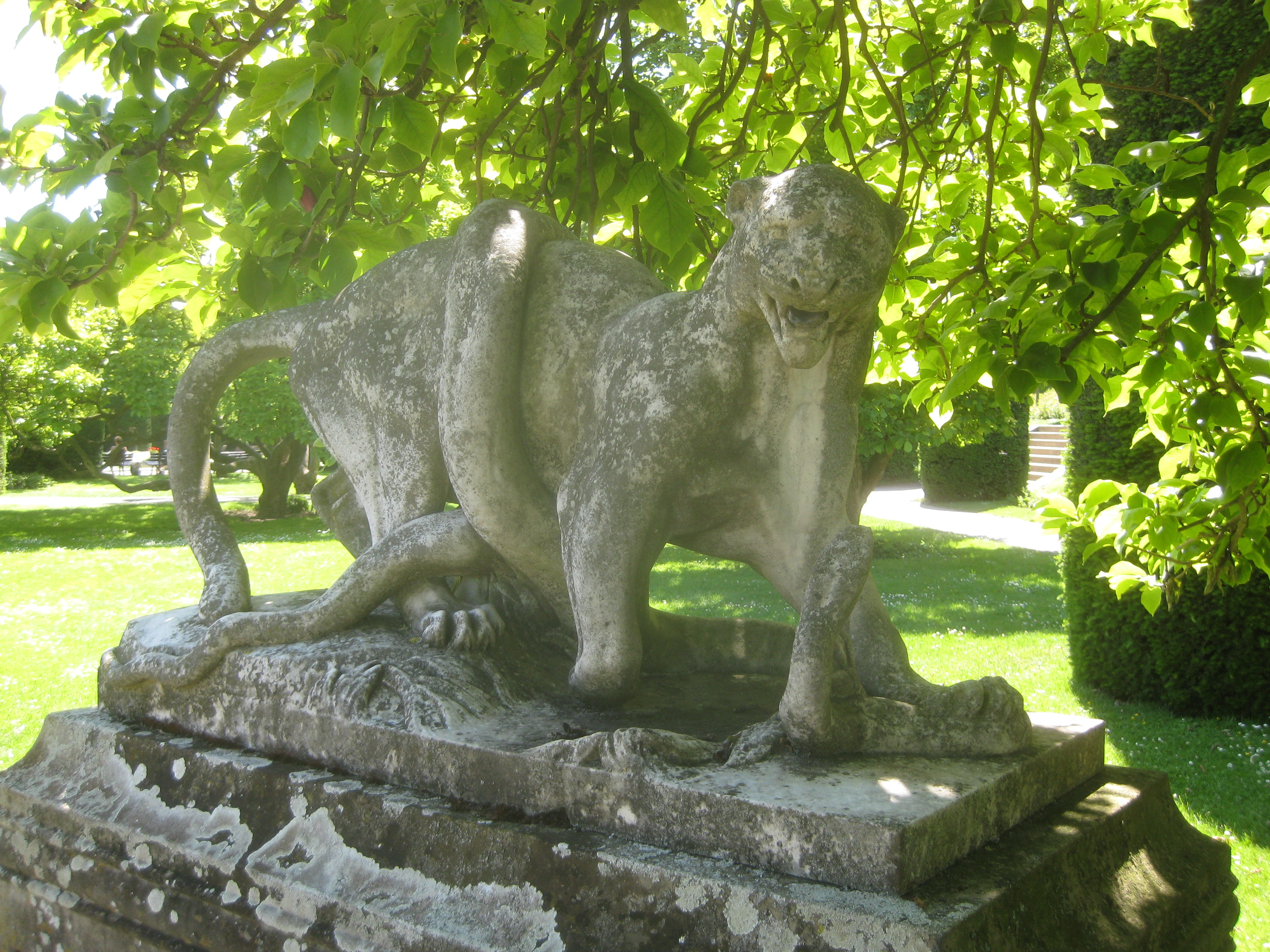
Gruppe 3 (Tiger mit einer Schlange kämpfend)
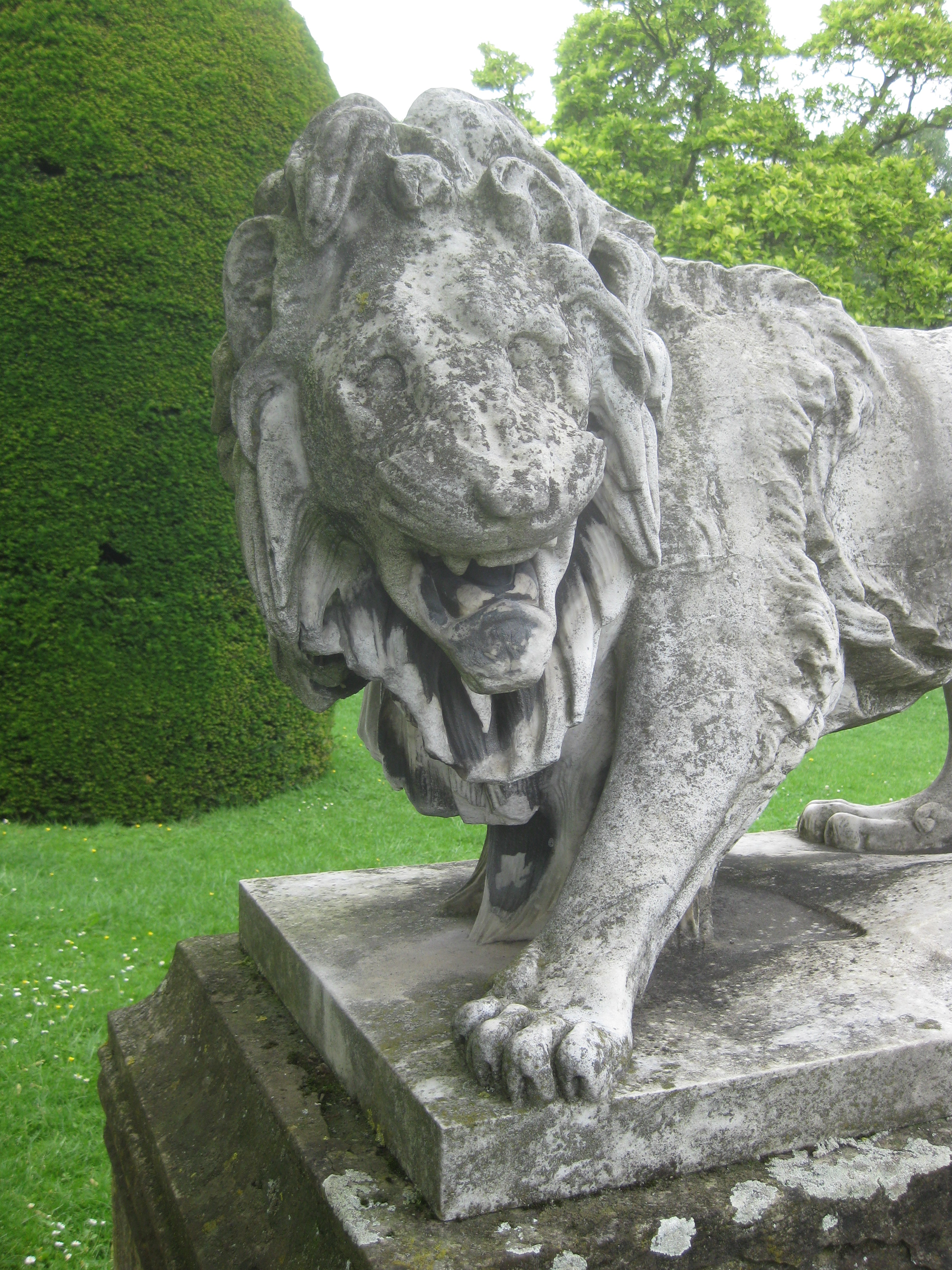
Gruppe 4 (Löwe mit seitwärts gebogenem Kopfe vorwärtsschreitend)
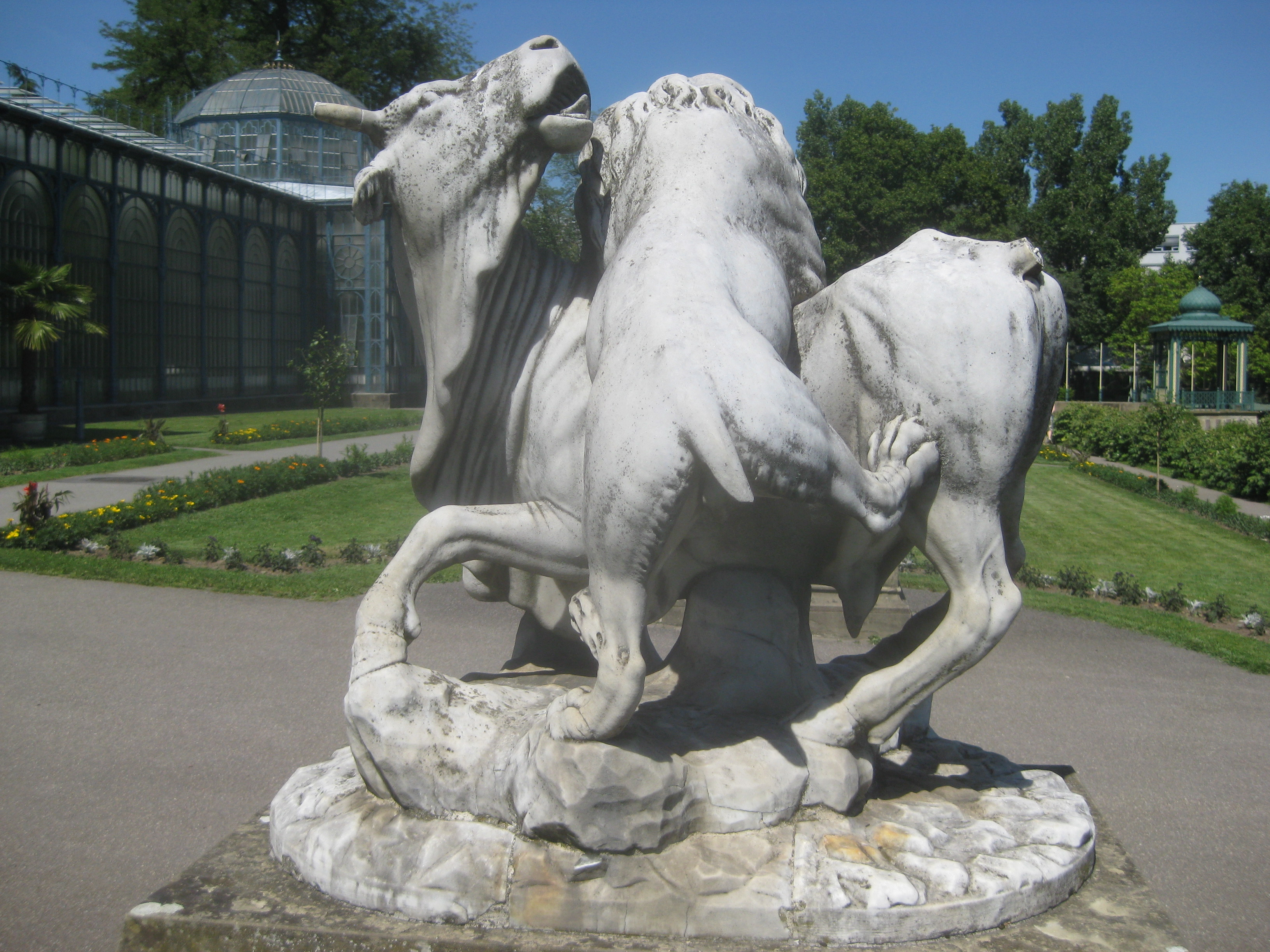
Gruppe 5, (Stier von einem Löwen angegriffen), Rückansicht
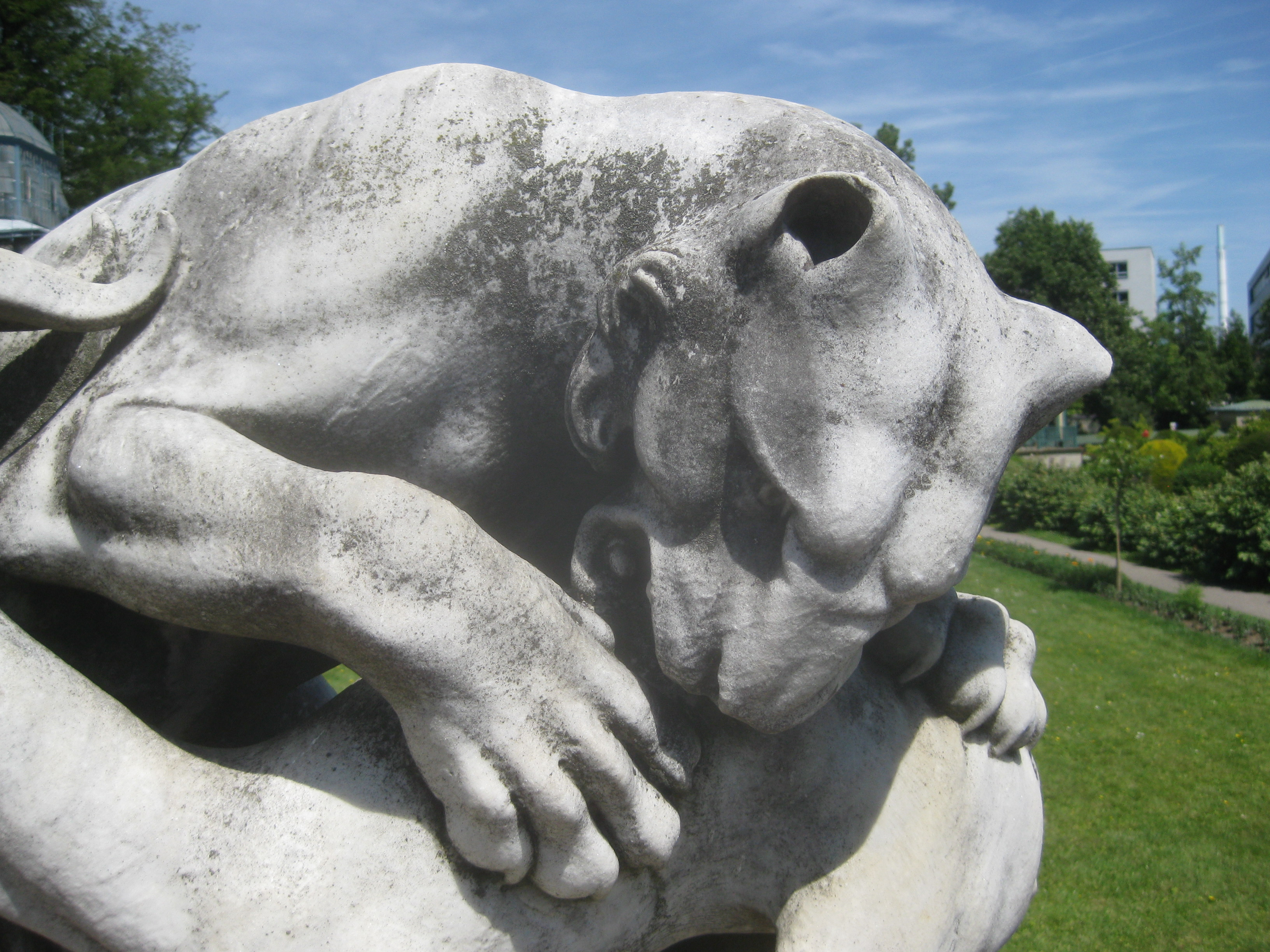
Gruppe 6, (Panther, einer Gazelle auf den Rücken springend)
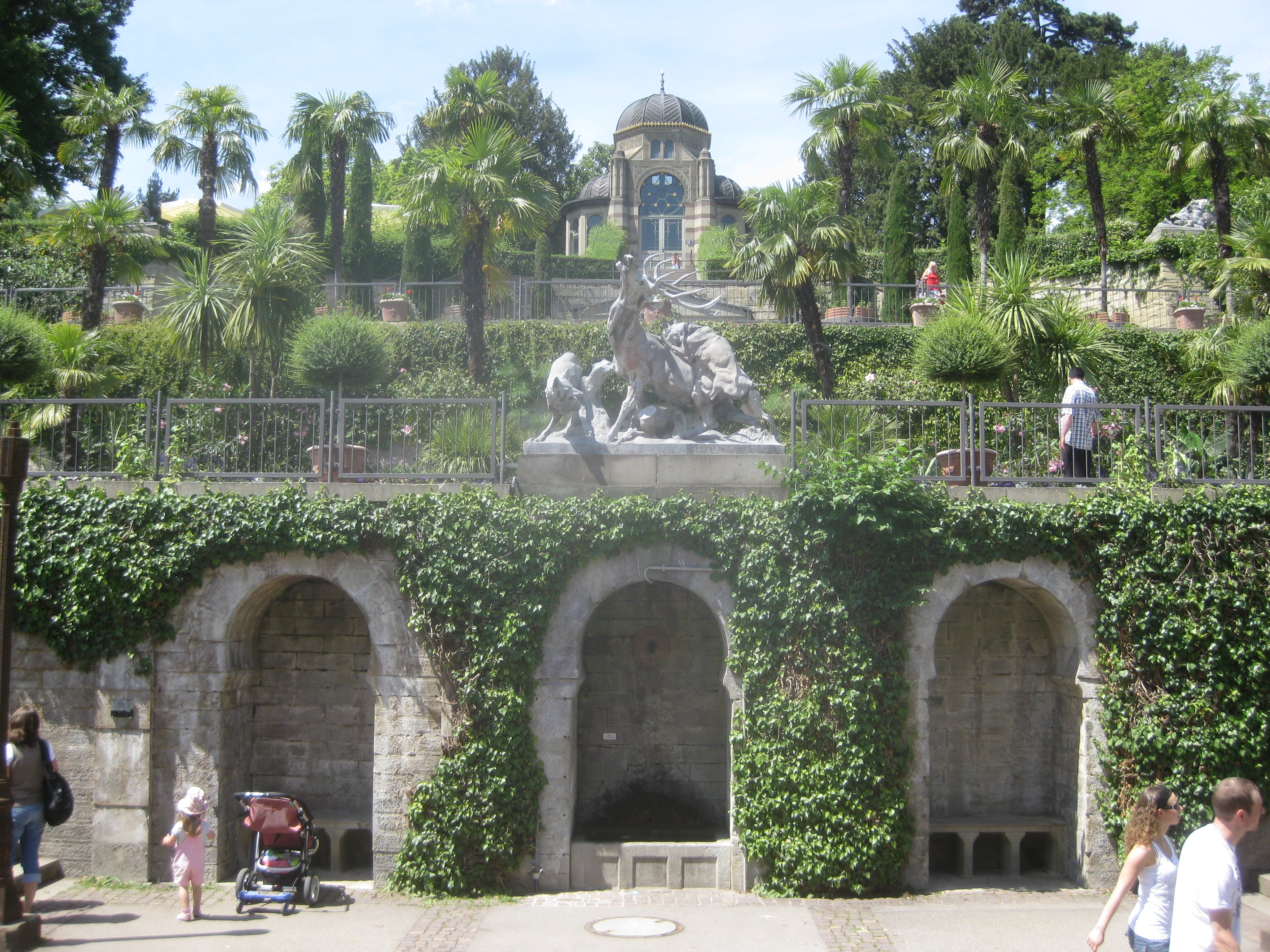
Terrassenanlage mit Belvedere und Gruppe 7, (Hirsch von drei Wölfen angefallen)
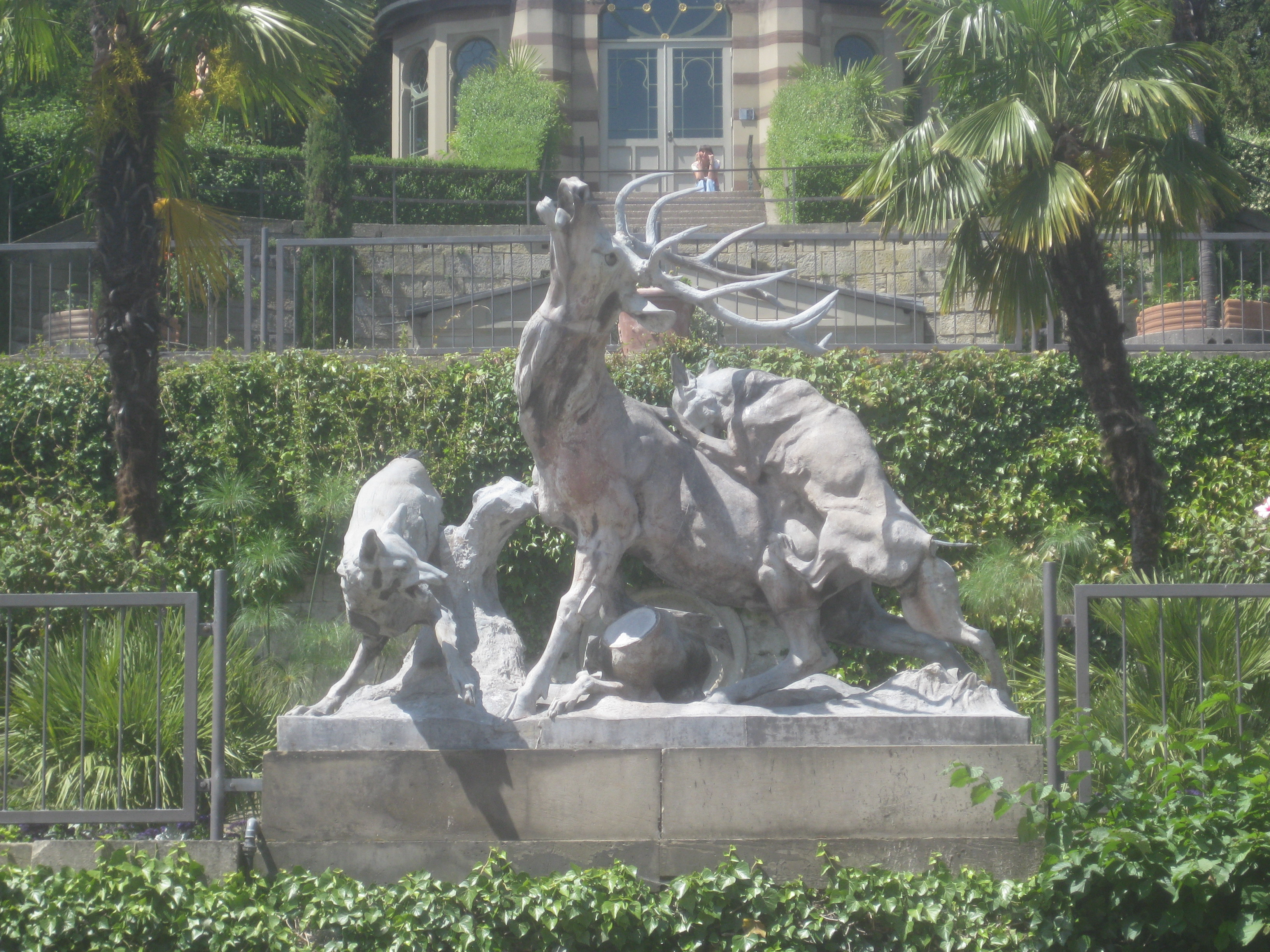
Gruppe 7, (Hirsch von drei Wölfen angefallen)
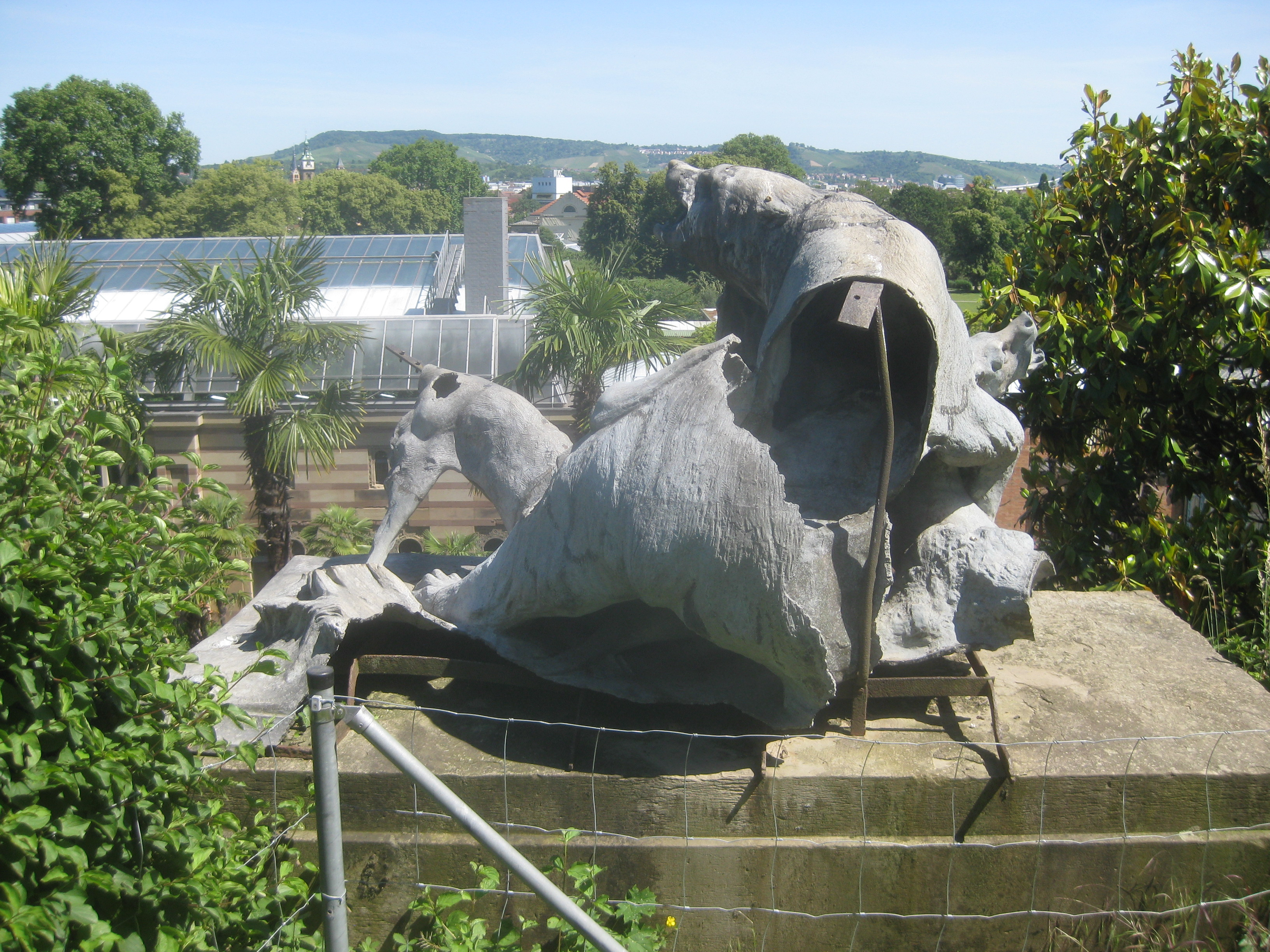
Gruppe 8, (Bärenhatze), Rückansicht
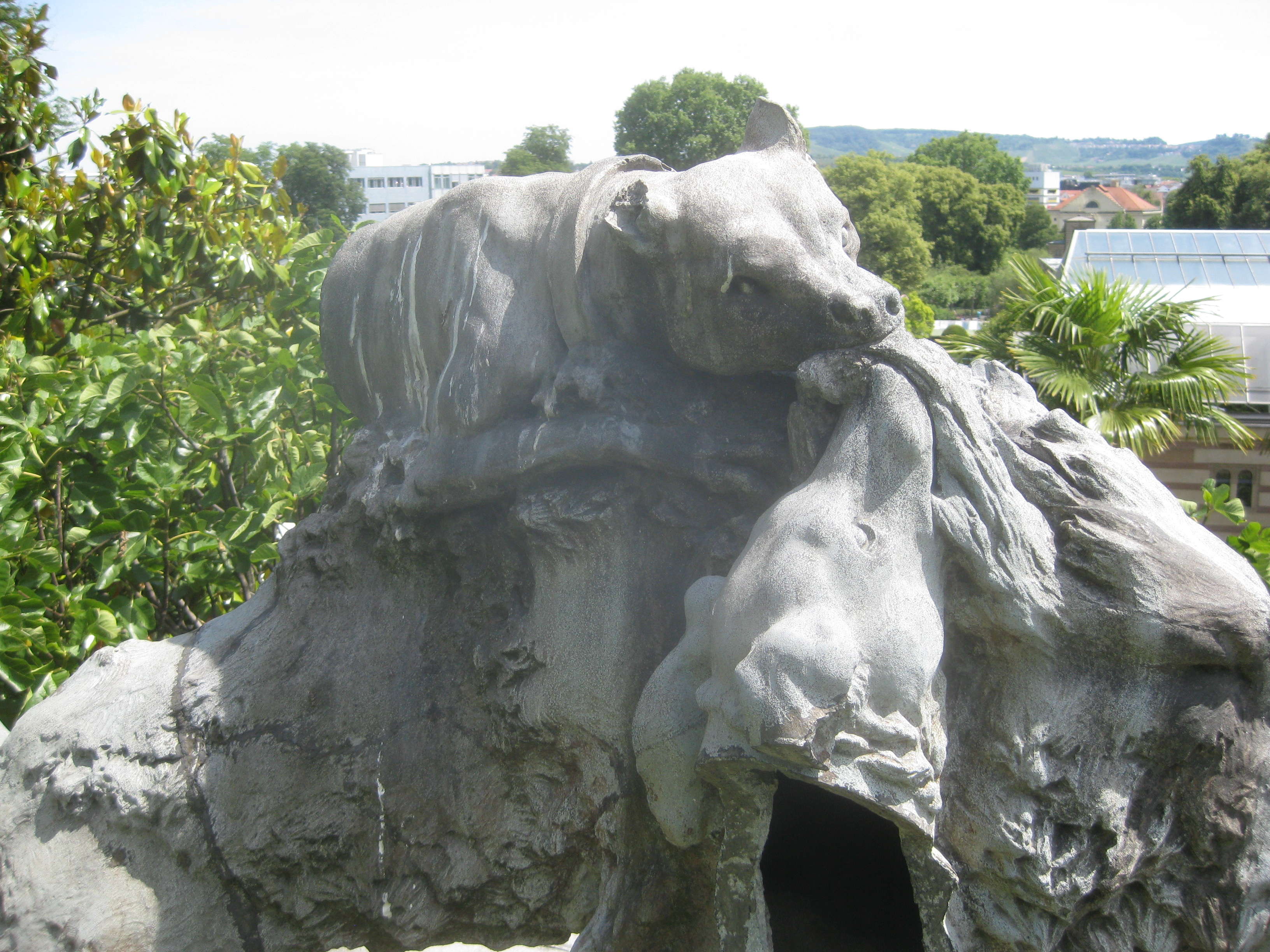
Gruppe 9, (Wildschweinhatze)
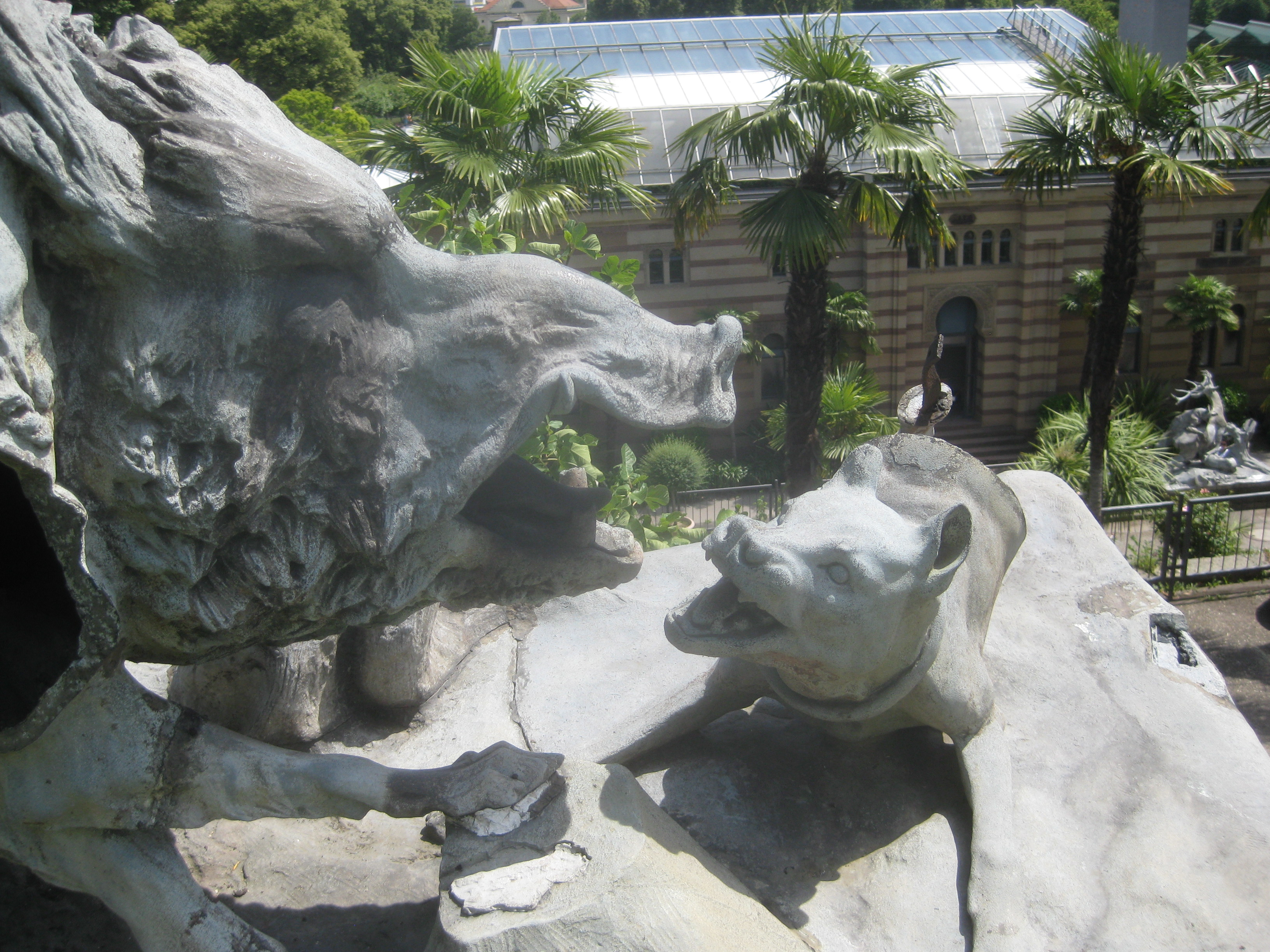
Gruppe 9, (Wildschweinhatze)

## Weblink
Koordinaten: 48° 48′ 23,08″ N, 9° 12′ 21,24″ O
Amazonienhaus |
Maurisches Landhaus |
Fliesenwand |
Terrakottawand |
Tierskulpturen |
Wilhelma-Theater